# Ariadna montana
Espèce
Ariadna montana est une espèce d'araignées aranéomorphes de la famille des Segestriidae.

## Distribution
Cette espèce est endémique de l'île Lord Howe à l'Est de la Nouvelle-Galles du Sud en Australie.

## Publication originale
- Rainbow, 1920 : Arachnida from Lord Howe and Norfolk Islands. Records of the South Australian Museum,  vol. 1, p. 229-272 (texte intégral).